# Yacaranday
Yacaranday es una telenovela mexicana producida por Alejandro y Gustavo Gavira para TV Azteca en 1999. Una historia de Patricia Romani.
Protagonizada por Aylin Mújica y Jorge Luis Pila, con las participaciones antagónicas de los primeros actores Claudio Obregón y Martha Verduzco.

## Producción
Las grabaciones de la serie comenzaron el 12 de octubre de 1998 en los estudios de TV Azteca en México, D.F. y finalizaron el 26 de febrero de 1999 con 100 episodios producidos. 
Las grabaciones del episodio 70 comenzó a ser grabado a comienzos de 1999.
El final de la serie se grabó del 1 al 5 de marzo de 1999.

## Personajes
- Aylín Mujica - Yacaranday / Mónica Robles
- Jorge Luis Pila - Adrián Hernández
- Carmen Delgado - Cecilia Alcázar Robles
- Montserrat Ontiveros - Rosaura Monasterio
- Claudio Obregón - Don Eugenio Robles Cantú
- Martha Verduzco - Mercedes Quijano
- Fabiana Perzábal - Berenice Robles Cantú
- Jaime Padilla - Rany
- Roberto Cobo - Tomás
- Myrrha Saavedra - Otilia
- Martha Zamora - Doña Leonor
- Farnesio de Bernal - Don Luis
- Paloma Woolrich - Catalina
- Carlos Cobos - Padre Domingo
- Arturo Ríos - Omar
- Evangelina Sosa - Margarita
- René Gatica - Teodoro
- Víctor Huggo Martín - Juan Santiago Soler
- Claudia Lobo - Laura
- Claudette Maillé - Marcela
- Abel Woolrich - Lucio
- Guillermo Iván - Timoteo
- Ramiro Huerta - Jimmy

- Datos: Q8046409